# 湯托村 (亞利桑那州)
湯托村（英語：Tonto Village）是位於美國亞利桑那州希拉縣的一個人口普查指定地區。根據2010年美國人口普查，該地人口為256人，而該地的面積約為0.87平方千米。

## 地理
湯托村的座標為34°18′58″N 111°07′55″W / 34.31611°N 111.13194°W，而該地最高點為海拔高度1740米（即5720英尺）。